# Prințul Richard, Duce de Gloucester
Prințul Richard, Duce de Gloucester (Richard Alexander Walter George; n. 26 august 1944) este un membru al familiei regale britanice. Este cel mai mic nepot al regelui George al V-lea al Regatului Unit și al reginei Mary. A devenit Duce de Gloucester la moartea tatălui său în 1974. În ordinea succesiunii la tronul britanic este prima persoană care nu se trage din regele George al VI-lea. Ducele de Gloucester are îndatoriri oficiale în numele verișoarei sale, regina Elisabeta a II-a.